# Astragalus reesei
Astragalus reesei är en ärtväxtart som beskrevs av René Charles Maire. Astragalus reesei ingår i släktet vedlar, och familjen ärtväxter. Inga underarter finns listade i Catalogue of Life.